# Adam Hromádko
Adam Hromádko (* 29. März 1995) ist ein tschechischer Grasskiläufer. Er startet seit 2010 im Weltcup.

## Karriere
Nach ersten Erfolgen bei nationalen Nachwuchswettkämpfen nahm Adam Hromádko am 3. und 4. Juli 2010 in Čenkovice erstmals an zwei Weltcuprennen teil, schied aber sowohl im Slalom als auch im Riesenslalom aus. Nachdem er 2010 keine weiteren internationalen Rennen bestritten hatte, nahm Hromádko in der Saison 2011 neben einigen FIS-Rennen an drei der neun Weltcuprennen teil. Er erzielte jedoch nur als 17. der Super-Kombination von Olešnice v Orlických horách ein Resultat und gewann damit zum ersten und bisher einzigen Mal Weltcuppunkte. In der offiziellen Weltcup-Gesamtwertung der Saison 2011 werden ihm vom Internationalen Skiverband (FIS) allerdings auch jene Punkte angerechnet, die sein Namenskollege Michal Hromádko im Weltcupslalom von Předklášteří gewann.
In der Saison 2012 nahm Hromádko an vier der zwölf Weltcuprennen teil, blieb dabei jedoch ohne Punkte. Zudem startete er erstmals bei einer Juniorenweltmeisterschaft. Er belegte in Burbach Platzierungen im hinteren Mittelfeld, wobei sein bestes Ergebnis der 13. Platz im Slalom war.

## Erfolge

### Juniorenweltmeisterschaften
- Burbach 2012: 13. Slalom, 20. Super-Kombination, 21. Riesenslalom, 21. Super-G

### Weltcup
- Eine Platzierung unter den besten 20